# Publio Hordeonio Loliano
Publio Hordeonio Loliano (en griego Πόπλιος Ὁρδεώνιος Λολλιανός) fue un famoso sofista y retórico griego natural de Éfeso de tiempos de Adriano y Antonino Pío (siglo II).
Filóstrato y la Suda se refieren a él con el solo nombre de Loliano, pero una inscripción ateniense de ca. 142 transmite su nombre completo como Publio Hordeonio Loliano. Nació en Éfeso y se educó en la escuela de Iseo de Asiria. Fue la primera persona que ocupó el puesto de profesor de sofística en Atenas. Se le erigieron dos estatuas en Atenas, una en el ágora y la otra en una pequeña arboleda que se dice que él mismo había plantado.
La oratoria de Loliano se caracterizaba por la habilidad con que presentaba sus pruebas y la riqueza de su estilo: destacaba especialmente en la improvisación. Daba a sus alumnos una formación sistemática en retórica, tema sobre el que escribió varias obras. Todas se perdieron, pero a menudo se refieren a ella los comentaristas de Hermógenes, quien probablemente había hecho una uso intensivo de ellas.